# لقاح الرنا

لقاح الحمض النووي الريبوزي المرسال (بالإنجليزية: mRNA (messenger RNA) vaccine) ويُشار إليه اختصارًا باسم لقاح الرنا (بالإنجليزية: RNA vaccine)؛ نوع جديد من اللقاحات التي تعتمد في تكوينها على المادة الوراثية التي يُعاد برمجتها لإنتاج مستضدات مسببة للأمراض (مثل طفرات البروتين الفيروسي أو مستضدات السرطان)، والتي تحفز بعد ذلك استجابة مناعية تكيفية ضد العامل الممرض. عادة ما يُحتفظ بجزيء الرنا المرسال في وسيلة توصيل الدواء، مثل الجسيمات النانوية الدهنية، لحماية خيوط الرنا المرسال والمساعدة على امتصاصها في الخلايا البشرية.
تمتاز لقاحات الحمض النووي الريبوزي المرسال بسرعة الإنتاج وقلة التكلفة مقارنة بغيرها من تقنيات صنع الأدوية واللقحات، كذلك تشير البيانات الأولية لدراسة هذه اللقحات بأنها تحفز المناعة الخلوية وكذلك المناعة الخلطية أسرع من غيرها.
لم ينل هذا النوع من اللقاحات الموافقة على استخدامه علاجًا للبشر حتى الآن، وقبل عام 2020، كان الرنا المرسال يُعتبر فقط مرشحًا نظريًا أو تجريبيًا للاستخدام لدى البشر. اعتبارًا من نوفمبر 2020، كان هناك لقاحان جديدان من الرنا المرسال ينتظران ترخيص الاستخدام الطارئ بصفتهما لقاحات مخصصة لمكافحة مرض فيروس كورونا، أحدهما لقاح توزيناميران الذي يصنع من قبل شركتي بيونتيك الألمانية وفايزر الأمريكية.

## لمحة تاريخية

### الأبحاث المبكرة
نُشر أول تعداء ناجح لرنا مرسال معبأ داخل جسيم شحمي نانوي في خلية في عام 1989. حُقن الرنا المرسال «العاري» (أو غير المحمي) بعد عام في عضلة الفئران. مثلت هذه الدراسات أول دليل على قدرة الرنا المرسال المنسوخ في المختبر على توصيل المعلومات الجينية لإنتاج البروتينات داخل أنسجة الخلايا الحية وأدت إلى طرح مفهوم لقاحات الرنا المرسال.
تبين أن الرنا المرسال المغلف بالجسيمات الشحمية قادر على تحفيز الخلايا التائية في الفئران، وذلك عام 1993. في العام التالي طُور الرنا المرسال ذاتي التضخيم من خلال تضمين كل من جين المستضد الفيروسي وجين الترميز المستنسخ. استُخدمت هذه الطريقة في الفئران لإحداث استجابة مناعية خلطية وخلوية ضد العوامل الممرضة الفيروسية. في العام التالي، تبين أن الرنا المرسال المرمز لمستضد الورم يحدث استجابة مناعية مماثلة ضد الخلايا السرطانية في الفئران.

### التطوير
بدأت أول تجربة سريرية بشرية باستخدام الخلايا المتغصنة خارج الجسم الحي والتي جرى تعداؤها باستخدام الرنا المرسال المرمز لمستضدات الورم (لقاح الرنا المرسال العلاجي للسرطان) في عام 2001. بعد أربع سنوات، أُبلغ عن نجاح استخدام النيوكليوزيدات المعدلة وسيلةً لنقل الرنا المرسال داخل الخلايا دون تحفيز جهاز المناعة للدفاع عن الجسم. أُبلغ عن نتائج التجارب السريرية للقاح الرنا المرسال المحقون مباشرة في الجسم ضد الخلايا السرطانية في عام 2008.
تأسست بيونتيك في عام 2008 وموديرنا في عام 2010 لتطوير التقنيات الحيوية المعتمدة على الرنا المرسال. أطلقت وكالة داربا الأمريكية للأبحاث آنذاك برنامج أبحاث التكنولوجيا الحيوية المسمى أديبت لتطوير التقنيات الناشئة للجيش الأمريكي. أدركت الوكالة إمكانات تكنولوجيا الأحماض النووية في التصدي للأوبئة وبدأت في الاستثمار في هذا المجال. كان يُنظر إلى منح داربّا على أنها صوت للثقة وشجع الصوت بدوره الوكالات الحكومية الأخرى والمستثمرين من القطاع الخاص على الاستثمار في تقنية الرنا المرسال. أعطت داربا في ذلك الوقت منحة قدرها 25 مليون دولار لموديرنا.
بدأت أولى التجارب السريرية البشرية باستخدام لقاح الرنا المرسال ضد عامل معدي (داء الكلب) في عام 2013. على مدى السنوات القليلة التالية، بدأت التجارب السريرية للقاحات الرنا المرسال ضد عدد من الفيروسات الأخرى. أجريت دراسات حول لقاحات الرنا المرسال للاستخدام البشري ضد العوامل المعدية مثل الأنفلونزا وفيروس زيكا والفيروس المضخم للخلايا وفيروس شيكونغونيا.

### التسارع
أدى وباء كوفيد-19، وتسلسل فيروس سارس-كوف 2 المسبب في بداية عام 2020 إلى التطوير السريع لأول لقاحات الرنا المرسال المعتمدة. حصلت بيونتيك وموديرنا في ديسمبر من نفس العام على الموافقة على إنتاج لقاحات كوفيد-19 المعتمدة على الحمض النووي الريبي. في 2 ديسمبر، أي بعد سبعة أيام من تجربتها النهائية التي امتدت ثمانية أسابيع، أصبحت الوكالة التنظيمية للأدوية ومنتجات الرعاية الصحية في المملكة المتحدة أول منظم عالمي للأدوية في التاريخ يوافق على لقاح الرنا المرسال، ومنحت تصريحًا طارئًا للقاح كوفيد-19 (BNT162b2) من شركة فايزر بيونتيك للاستخدام واسع النطاق. في 11 ديسمبر، منحت إدارة الغذاء والدواء الأمريكية تصريح استخدام طارئ للقاح كوفيد-19 من فايزر بيونتيك وبعد أسبوع من ذلك أصدرت موافقة مماثلة على لقاح كوفيد-19 من موديرنا.

## وصلات خارجية
- Five things you need to know about: mRNA vaccines نسخة محفوظة 4 أبريل 2020 على موقع واي باك مشين., Horizon (June 2020)
- RNA vaccines: an introduction, PHG Foundation (جامعة كامبريدج, 2020)